# Острицы
Остри́цы (лат. Enterobius) — род нематод из семейства оксиурид (Oxyuridae), паразитирующих в кишечнике человека и шимпанзе и вызывающих энтеробиоз.
Заражение происходит после попадания яиц остриц в желудочно-кишечный тракт через загрязнённые руки, продукты питания, реже — через воду. Особенно часто заражаются острицами дети, и паразитирующий на человеке вид остриц — Enterobius vermicularis — является в развитых странах мира одним из наиболее распространённых возбудителей гельминтозов у детей. Для того, чтобы избежать энтеробиоза, необходимо соблюдать личную гигиену.

## Систематика
К острицам обычно причисляют три вида (хотя доказательная база выделения третьего из них ставится под вопрос):
- Enterobius vermicularis Linnaeus, 1758
- Enterobius anthropopitheci Gedoelst, 1916
- Enterobius gregorii Hugot, 1983

Среди этих трёх видов Enterobius vermicularis паразитирует у человека, Enterobius anthropopitheci — у шимпанзе. Предполагалось, что возбудителем энтеробиоза человека является также вид Enterobius gregorii, однако данные морфологического и молекулярно-генетического анализа не подтверждают правомерности выделения этих остриц в отдельный вид; возможно, они представляют собой лишь молодых представителей вида Enterobius vermicularis.

## Описание
Представители вида Enterobius vermicularis имеют вытянутую форму, круглую в поперечнике с уменьшением диаметра к концам тела. Цвет — серовато-белый. Половой диморфизм значителен: самец достигает в длину 2—5 мм, самка — 9—12 мм. Яйца остриц асимметричны и имеют двухконтурную оболочку; их размеры: 0,050—0,060 х 0,02—0,03 мм.
Для остриц вида Enterobius anthropopitheci характерны несколько меньшие размеры (длина самца 1,1—1,8 мм, самки — 3,3—4,7 мм) и ряд ещё нескольких отчётливых морфологических отличий от представителей другого вида остриц.

## Жизненный цикл
Паразитируют острицы в нижней части тонкого кишечника, слепой кишке и в начальной части ободочной кишки. Спаривание остриц происходит в подвздошной кишке, после чего самцы умирают, а тело беременной самки почти целиком заполняется яйцами. Чтобы их отложить, самка через прямую кишку выползает из ануса, после чего откладывает яйца на перианальных складках и погибает. Общая продолжительность жизни остриц в организме человека не превышает 3—4 недель. Для развития яиц требуется температура от 22 до 40°C и влажность не менее 70%. При более высокой температуре яйца быстро погибают, при недостаточной влажности их развитие прекращается. Выход самок на кожу для откладывания яиц вызывает зуд в перианальной области. Болеющие энтеробиозом расчесывают зудящие места, при этом яйца попадают под ногти, где также присутствуют подходящие условия для их созревания. С рук они заносятся самим же больным в рот, что вызывает самозаражение, или рассеиваются по поверхности белья и предметам. При проглатывании яиц они попадают в тонкий кишечник, где быстро развиваются половозрелые паразиты. Продолжительность жизни взрослой острицы составляет не больше месяца. Если за это время не произошло нового заражения, наступает самоизлечение человека. 
Острицы могут мигрировать в вульву и влагалище, вызывая вульвовагинит.